# Carmelo Félix Camet
Carmelo Félix Camet (París, Francia, 29 de octubre de 1904-Buenos Aires, 22 de julio de 2007) fue un deportista argentino que compitió en esgrima, especialista en la modalidad de florete.
Participó en los Juegos Olímpicos de Ámsterdam 1928, obteniendo una medalla de bronce en la prueba por equipos. Es hijo de Francisco Camet, el primer deportista argentino en participar en unos Juegos Olímpicos.

## Palmarés internacional
| Juegos Olímpicos | Juegos Olímpicos         | Juegos Olímpicos  | Juegos Olímpicos    |
| Año              | Lugar                    | Medalla           | Prueba              |
| ---------------- | ------------------------ | ----------------- | ------------------- |
| 1928             | Ámsterdam (Países Bajos) | Medalla de bronce | Florete por equipos |